# Glenn Olsson
Glenn Mikael Olsson (ur. 22 września 1976 w Östmark) – szwedzki biathlonista.
Reprezentował klub Skidklubben Bore.
W 1993 wystartował na I Zimowych Olimpijskich Dniach Młodzieży (EYOD) i zdobył srebrny medal na 7,5 km.
W 1994 wziął udział w zimowych igrzyskach olimpijskich w Lillehammer, na których wystąpił w biegu na 20 km i zajął 66. miejsce z czasem 1:07:55,9. Był najmłodszym Szwedem na tych igrzyskach. Jest najmłodszym olimpijskim biathlonistą.
11 marca 1998 w Falun zaliczył swój jedyny występ w zawodach Pucharu Świata. Uplasował się wtedy na 86. pozycji na 10 km z czasem 26:33,5. W latach 1998–2000 startował w zawodach FIS Cup, a następnie zakończył karierę.